# Borbacha altipardaria
Borbacha altipardaria är en fjärilsart som beskrevs av Holloway 1982. Borbacha altipardaria ingår i släktet Borbacha och familjen mätare. Inga underarter finns listade i Catalogue of Life.